# Requiem
För andra betydelser, se Requiem (olika betydelser).
Requiem, rekviem eller dödsmässa, även anniversarium eller själamässa, är en katolsk mässa över en död. Själva ordet requiem (ackusativ, av requies) är latin och betyder vila, och mässan kallas så efter inledningsorden Requiem aeternam dona eis Domine ("Giv dem evig vila, Herre"). Mässans fokus ligger på bön för de avlidna.
Requiem är också en genre för musikverk vars ursprung ligger i den katolska dödsmässan. Många requiem som idag framförs som konsertverk har ursprungligen skrivits för att framföras som religiös rit, men senare requiem som exempelvis Verdis Requiem har huvudsakligen varit konsertverk redan från början.
Eftersom ett requiem är en mässa består texten huvudsakligen av den ordinarie mässans fasta delar: introitus (ingångsantifon), kyrie, offertorium (offertoriebön), sanctus (helig), benedictus och Agnus Dei (Guds lamm). Gloria (Ära vare Gud i höjden), credo (trosbekännelsen) och alleluia (halleluja) ingår dock inte i ett requiem. Före evangelieläsningen sjunges dessutom en sekvens, vilket är vanligt vid stora högtider och som brukar bestå av en rimmad hymn på vers. I rekviet består sekvensen av Dies irae, som är från 1200-talet. Det är en allvarlig text som vittnar om tron att det är möjligt att gå evigt förlorad. Dagen ska komma då världen förbrinner och blir till aska. Bildspråket är suggestivt: Världen ska skaka när domaren kommer, basuner kommer att ljuda, och människorna kommer att resa sig upp ur sina gravar. Mitt i allt detta ber den troende om förbarmande, att Gud ska låta just henne vara en av dem som räddas. Uttrycken för ånger och förtvivlan över de synder man begått är starka: "Non me perdas illa die" ("Låt mig inte gå förlorad på den dagen") och "culpa rubet vultus meus" ("Synden får mitt ansikte att rodna"). Det finns också ett starkt inslag av hopp och förtröstan: "Inter oves locum praesta...Statuens in parte dextra" ("ge mig en plats bland fåren...och sätt mig på din högra sida"). Sekvensen finns inte längre med i den moderna katolska requiemmässan, men däremot i bönerna för den 2 november i Liturgia horarum, den tidebön som katolska präster och ordensbröder/-systrar ber dagligen.
Än idag firas i katolsk liturgi requiemmässa för de döda, framförallt i anslutning till en begravning och på Alla själars dag den 2 november. På Alla själars dag, liksom i mässan för de döda, som kommer i anslutning till begravningen, ber man om frälsning för de döda som befinner sig i purgatorium (egentligen "reningsplats", men fritt översatt till skärselden).

## Tonsättningar
Rekviemmässan är för icke-katoliker mest känd genom den stora mängd tonsättningar som gjorts av dess texter. Det allra första rekviet komponerades på senare hälften av 1400-talet av nederländaren Johannes Ockeghem.  I många av tonsättningarna ingår sekvensen Dies irae, däribland Mozarts och Verdis samt Brittens War Requiem. I andra tonsättningar förekommer i stället texterna Libera me, In paradisum och Pie Jesu. Ett känt exempel på detta är Faurés Requeim. Libera me går i samma stil som Dies irae med starkt hopp om frälsning: "Libera me, Domine, de morte aeterna, in die illa tremenda" ("Befria mig, Herre, från den eviga döden, på den dagen som skall skaka"). Ett nutida känt exempel som ansluter sig till den senare är den svenske tonsättaren Fredrik Sixten uppmärksammade Requiem från 2007, men där kombineras de traditionella latinska mässtexterna med nutida tolkningar av författaren Bengt Pohjanen.

## Requiemtexten

### Introitus
Requiem aeternam dona eis, Domine;
et lux perpetua luceat eis.
Te decet hymnus, Deus, in Sion, 
et tibi reddetur votum in Ierusalem.
Exaudi orationem meam; 
ad te omnis caro veniet.
Requiem aeternam dona eis, Domine; 
et lux perpetuam luceat eis.

### Kyrie
Kyrie eleison.
Christe eleison.
Kyrie eleison

### Sekvens
Dies irae, dies illa
solvet saeclum in favilla,
teste David cum Sibylla.
Quantus tremor est futurus,
quando iudex est venturus,
cuncta stricte discussurus?
Tuba mirum spargens sonum,
per sepulchra regionum,
coget omnes ante thronum.
Mors stupebit et natura,
cum resurget creatura,
iudicanti responsura.
Liber scriptus proferetur
in quo totum continetur,
unde mundus iudicetur.
Iudex ergo cum sedebit,
quidquid latet, apparebit;
nil inultum remanebit.
Quid sum miser tunc dicturus?
Quem patronum rogaturus,
cum vix iustus sit securus?
Rex tremendae maiestatis,
qui salvandos salvas gratis,
salva me, fons pietatis.
Recordare, Iesu pie,
quod sum causa tuae viae:
ne me perdas illa die.
Quarens me, sedisti lassus:
redemisti crucem passus:
tantus labor non sit cassus.
Iuste iudex ultionis,
donum fac remissionis
ante diem rationis.
Ingemisco tamquam reus:
culpa rubet vultus meus:
supplicanti parce, Deus.
Qui Mariam absolvisti,
et latronem exaudisti,
mihi quoque spem dedisti.
Preces meae non sunt dignae:
sed tu bonus fac benigne,
ne perenni cremer igne.
Inter oves locum praesta,
et ab haedis me sequestra,
statuens in parte dextra.
Confutatis maledictis,
flammis acribus addictis:
voca me cum benedictis.
Oro supplex et acclinis,
cor contritum quasi clinis:
gere curam mei finis.
Lacrymosa dies illa
qua resurget ex favilla
iudicantus homo reus.
Huic ergo parce, Deus:
Pie Iesu Domine,
dona eis requiem. Amen.

### Offertorium
Domine Iesu Christe, Rex gloriae, 

libera animas omnium fidelium defunctorum de poenis infernis et de profundu lacu:
libera eas de ore leonis; ne absorbeat eas
tartarus, ne cadant in obscurum.
Sed signifer sanctus Michael repraesentet eas in lucem sanctam. Quam olim Abrahae promisisti et semini eius.
Hostias et preces tibi, Domine, laudis offerimus: 
tu suscipe pro animabus illis, 
quarum hodie memoriam facimus; 
fac eas, Domine, de morte transire ad vitam. 
Quam olim Abrahae promisisti et semini eius.

### Sanctus
Sanctus, sanctus, sanctus, Domine Deus Sabaoth, pleni sunt caeli et terra gloria tua.
Osanna in excelsis.

### Benedictus
Benedictus qui venit in 
nomine Domini.
Osanna in excelsis.

### Agnus Dei
Agnus Dei, qui tollis peccata mundi:
dona eis requiem. 
Agnus Dei, qui tollis peccata mundi:
dona eis requiem.
Agnus Dei, qui tollis peccata mundi:
dona eis requiem sempiternam.

### Communio
Lux aeterna luceat eis, Domine, cum sanctis
tuis in aeternam: quia pius es.
Requiem aeternam dona eis, Domine;
et lux perpetua luceat eis.

## Några tonsättningar av requiemtexten
- Hector Berlioz: Grande Messe des morts (Requiem) (1837)
- Benjamin Britten: War Requiem (1961–62) med tilläggstexter av Wilfred Owen
- Anton Bruckner: Requiem d-moll (1849) för soli, kör, orgel och orkester
- Luigi Cherubini: Requiem c-moll (1816) för blandad kör och orkester
- Luigi Cherubini: Requiem d-moll (1836) för manskör och orkester
- Maurice Duruflé: Requiem, opus 9 (1947)
- Antonín Dvořák: Requiem (1891)
- Hans Eklund: Requiem per soli, coro ed orchestra (1977-78)
- Gabriel Fauré: Requiem, opus 48 (1887–90)
- Joseph Martin Kraus: Requiem d-moll, VB 1 (1775)
- Nils Lindberg: Requiem (1993) för soli, kör och utvidgat storband
- Oskar Lindberg: Requiem (1920–22)
- Andrew Lloyd Webber: Requiem Mass (1985)
- Wolfgang Amadeus Mozart: Requiem d-moll K. 626 (1791), oavslutat, fullbordat av Süßmayr
- Anders Nilsson: Requiem (2010)
- Otto Olsson: Requiem (1903)
- John Rutter: Requiem (1985)
- Carl Rütti: Requiem (2007)
- Agneta Sköld: Requiem (2014)
- Fredrik Sixten: Requiem (2007), med tilläggstexter av Bengt Pohjanen
- Hristo Tsanoff: Missa pro defunctis (Requiem) (2011)
- Giuseppe Verdi: Requiem (1873–74)
- Zbigniew Preisner: Requiem for My Friend (1998)

## Andra verk kallade Requiem
- Kurt Atterberg: Requiem: kantat för eldbegängelse op 8 (1914) till text av Gustav Schlyter
- Johannes Brahms: Ein deutsches Requiem (1865–68) till bibeltexter sammanställda av Brahms själv
- Philip Glass: Symfoni nr 5, Requiem, Bardo and Nirmanakaya för solister, kör och orkester (1999)
- Jack Mattsson: Åländskt requiem (1991) till text av Valdemar Nyman
- David Popper: Requiem för tre celli och piano eller orkester (1891)

- Jan Sandström: Ett svenskt requiem (2008) till text av Christine Falkenland
- Sven-David Sandström: De ur alla minnen fallna: Missa da requiem (1979) till text av Tobias Berggren
- Kurt Weill: Das Berliner Requiem (1928) till texter av Bertolt Brecht
- Karl-Erik Welin: Ett svenskt rekviem (1976) till texter av bland andra Carl von Linné